# Gavialinum
Gavialinum es un género extinto de crocodilomorfo talatosuquio teleosáurido.

## Distribución
Sus fósiles se han encontrado en Francia en rocas que datan de la época del Bathoniense del Jurásico Medio.

## Descripción
Gavialinum rhodoni tenía un hocico largo y estrecho, muy similar al de los actuales gaviálidos, de los que el género Gavialinum toma su nombre. Sin embargo, esto no significa que estén relacionados de cerca, ya que Gavialinum rhodoni apareció antes que los crocodilianos verdaderos. Gavialinum tenía 33 dientes en cada mandíbula.